# Віктюк Юрій Михайлович
Юрій Михайлович Віктю́к (англ. Yurij Viktiuk; 28 серпня 1944, Львів — 25 січня 2023) — український радянський і американський художник і дизайнер; член Спілки радянських художників України з 1987 року та Асоціації мистців Чикаго.

## Життєпис
Народився 28 серпня 1944 року в місті Львові (нині Україна). 1964 року закінчив Львівське училище прикладного та декоративного мистецтва імені Івана Труша; 1974 року закінчив кафедру художньої кераміки Львівського інституту прикладного та декоративного мистецтва, де навчався у Еммануїла Миська, Карло Звіринського, Володимира Овсійчука, Зеновія Флінти. Дипломна робота — декоративні тарелі, присвячені 160-річчю з дня народження Тараса Шевченка (керівник Володимир Панасюк; оцінка — добре).
Упродовж 1974—1990 працював дизайнером у Музеї етнографії та художнього промислу Академії наук Української РСР. Мешкав у Львові в будинку на вулиці Галицькій, № 20, квартира № 13.
1991 року виїхав у Сполучені Штати Америки, де оселився в Чикаго. З 2000 року працював дизайнером у Лос-Анджелесі. Помер 25 січня 2023 року.

## Творчість
Працював у галузях станкового і монументального живопису, станкової та книжкової графіки, розпису скла та художнього розпису пляшок. Серед робіт:
- «Двір мого дитинства» (1970);
- «Колискова» (1971);
- «Баба Уляна» (1981);
- «Автопортрет на пленері» (1982);
- «Біля моря» (1983);
- «Подвір'я» (1983);
- «Повій вітре на Вкраїну» (1983);
- «Вечірній Львів» (1986);
- «Портрет сина» (1986);
- «Львівська вулиця» (1986, папір, туш, восковий олівець; Львівський музей історії релігії)[8];
- «Барви осені» (1987);
- «Портрет мами» (1987);
- серія «Гуцульське весілля» (1987):
  - «Бояри»;
  - «Батьківське благословіння»;
  - «Старости»;
  - «Світлички»;
- «Танець» (1988; Хмельницький обласний художній музей)[9];
- «Івана Купала» (1998);
- «Ікар» (1998, полотно, акрилик);
- «Та, яка біжить по хвилях» (2002, папір, чорнило);
- «Ритми музики» (2012);
- «Ритми буття» (2012).

автор ілюстрацій до
- циклу віршів Лесі Українки «Сім струн» (1971);
- новел Василя Стефаника «Браття», «Межа» (обидві — 1980).

Брав участь у художніх виставках з 1971 року. Персональні виставки провів у Чикаго у 1989 році, Лос-Анджелесі у 1998 році. 13 червня 2013 року відбулась виставка його робіт у Музеї етнографії та художнього промислу у Львові.
Крім зазначених музеів, твори митця зберігаються також і в інших музеях України, у Третьяковській галереї в Росії, а також у приватних колекціях в Україні, Канаді, Німеччині і США.